# Клуб дружин астронавтів
«Клуб дружин астронавтів» (англ. The Astronaut Wives Club) — американський мінісеріал, створений Стефані Севідж на основі однойменного роману-бестселера Лілі Коппел. У центрі сюжету — реальне життя американських жінок, які в 1959 році — в розпал перегонів за підкорення космосу — підтримували своїх чоловіків-астронавтів. Прем'єра телесеріалу відбулася 18 червня — 20 серпня 2015 року.

## Виробництво
У жовтні 2013 року компанія ABC замовила сценарій пілотного епізоду для потенційного серіалу обмеженою перспективи трансляції — адаптацію роману Лілі Коппел. Над проєктом працювала Стефані Севідж за підтримки Джоша Шварца і ABC Studios. 24 січня 2014 року канал замовив знімання пілотного епізоду для показу в сезоні 2014/2015. Проте 5 лютого канал вирішив обійти пілотний сезон і замовив одразу десять епізодів шоу для трансляції влітку 2014 року, поза осіннього сезону.
Незабаром розпочався кастинг на основні ролі. Джоанна Гарсіа-Свішер стала першою актрисою, затвердженої на роль 11 лютого 2014 року. 5 березня Азур Парсонс отримала роль ще однієї героїні. Тижнем пізніше на основні ролі були затверджені Одет Еннейбл і Зої Бойл, а Десмонд Гаррінгтон отримав роль Алана Шепарда. 1 квітня Ерін Каммінґз приєдналася до шоу в ролі Мардж Слейтон, а через два тижні Домінік МакЕлліґот отримала центральну роль Луїзи Шепард.
Прем'єра серіалу спочатку була заявлена на 24 липня 2014 року, однак пізніше ABC змінив свої плани і переніс серіал на міжсезоння 2014/15 років. Пізніше серіал був перенесений на літо 2015 року.

## У ролях
- Джоанна Гарсіа-Свішер — Бетті Гриссом
- Івонн Страховскі — Рене Карпентер
- Домінік МакЕлліґот — Луїза Шепард
- Одет Еннейбл — Труді Купер
- Ерін Каммінґз — Мардж Слейтон
- Азур Парсонс[en] — Енні Гленн
- Зої Бойл[en] — Джо Ширра
- Десмонд Гаррінгтон — Алан Шепард
- Брет Гаррісон — Гордон Купер
- Вілсон Бетел — Скотт Карпентер
- Кеннет Мітчелл — Деці Слейтон
- Джоел Джонстон — Гас Гриссом
- Сем Рід — Джон Гленн
- Аарон Маккаскер — Воллі Ширра